# Melanie Behringer
Melanie Behringer (ur. 18 listopada 1985 w Lörrach, RFN) – niemiecka piłkarka, grająca na pozycji pomocnika.

## Kariera piłkarska

### Kariera klubowa
Wychowanka klubu SpVgg Utzenfeld. Karierę piłkarską rozpoczęła w młodzieżowej drużynie FC Hausen. W 2003 roku dołączyła do SC Freiburg. Po pięciu latach w 2008 została zaproszona do Bayernu Monachium. Przed rozpoczęciem sezonu 2010 przeniosła się do 1. FFC Frankfurt. Latem 2014 wróciła do Bayernu.

### Kariera reprezentacyjna
W 2002 w wieku 17 lat została powołana do juniorskiej reprezentacji Niemiec. W 2004 brała udział w turniejach finałowych Mistrzostw Europy U-19 oraz Mistrzostw Świata U-20. W styczniu 2005 debiutowała w narodowej reprezentacji Niemiec w meczu z Chinkami.

## Sukcesy i odznaczenia

### Sukcesy piłkarskie
reprezentacja Niemiec
- mistrz Świata: 2007
- mistrz Europy: 2009, 2013
- złota medalistka Igrzysk olimpijskich: 2016
- brązowa medalistka Igrzysk olimpijskich: 2008
- mistrz Świata U-20: 2004
- wicemistrz Europy U-19: 2004
- zdobywca Pucharu Algarve: 2006, 2012, 2014

1. FFC Frankfurt
- zdobywca Pucharu Niemiec: 2011, 2014

Bayern Monachium
- mistrz Niemiec: 2014/15, 2015/16

### Sukcesy indywidualne
- Silbernes Lorbeerblatt: 2007
- królowa strzelców Igrzysk olimpijskich: 2016 (5 goli)
- gol miesiąca: wrzesień 2009
- 3.miejsce w kwalifikacji "Najlepsza piłkarka FIFA": 2016